# Too Long in Exile
Too Long in Exile es el vigésimo segundo álbum de estudio del músico norirlandés Van Morrison, publicado por la compañía discográfica Polydor Records en junio de 1993. Fue uno de los álbumes de mayor éxito comercial en la carrera de Morrison, debido en buena medida a una versión del tema «Gloria», previamente grabada por Van en su etapa con el grupo Them. La nueva versión, en la que figura la leyenda del blues John Lee Hooker, fue publicada como sencillo y alcanzó el puesto 31 en la lista británica UK Singles Chart.

## Recepción
Una gran parte de la crítica musical respondió bien a la publicación del álbum. Peter Paphides dijo: «Nunca la terapia de regresión de un hombre sonó tan excitante". Por otra parte, Gavin Martin remarcó que "Van ha redescubierto su fuego terrenal y elemental. Sigue siendo el principal autor de blues».

## Lista de canciones
Todas las canciones escritas y compuestas por Van Morrison excepto donde se anota. 
| N.º | Título                                            | Escritor(es)                              | Duración |  |
| 1.  | «Too Long in Exile»                               |                                           | 6:18     |  |
| 2.  | «Big Time Operators»                              |                                           | 6:03     |  |
| 3.  | «Lonely Avenue/You Give Me Nothing but the Blues» | Doc Pomus, Van Morrison                   | 6:24     |  |
| 4.  | «Ball & Chain»                                    |                                           | 5:36     |  |
| 5.  | «In the Forest»                                   |                                           | 4:38     |  |
| 6.  | «Till We Get the Healing Done»                    |                                           | 8:29     |  |
| 7.  | «Gloria»                                          |                                           | 5:19     |  |
| 8.  | «Good Morning Little Schoolgirl»                  | Sonny Boy Williamson                      | 4:07     |  |
| 9.  | «Wasted Years»                                    |                                           | 3:57     |  |
| 10. | «The Lonesome Road»                               | Nathaniel Shilkret, Gene Austin           | 3:16     |  |
| 11. | «Moody's Mood for Love»                           | James Moody, Dorothy Fields, Jimmy McHugh | 2:32     |  |
| 12. | «Close Enough for Jazz»                           |                                           | 2:39     |  |
| 13. | «Before the World Was Made»                       | Kenny Craddock                            | 4:24     |  |
| 14. | «I'll Take Care of You»                           | Brook Benton                              | 5:19     |  |
| 15. | «Instrumental/Tell Me What You Want»              |                                           | 8:08     |  |

## Personal
- Van Morrison: guitarra eléctrica, saxofón alto, armónica y voz.
- John Lee Hooker: voz y guitarra eléctrica en «Gloria» y «Wasted Years».
- Georgie Fame: órgano Hammond y coros.
- Ronnie Johnson: guitarra eléctrica
- Nicky Scott: bajo
- Candy Dulfer: saxofón alto
- Kate St John: saxofón tenor y corno inglés.
- Teena Lyle: coros, órgano Hammond, percusión y vibráfono.
- Jonn Savannah: coros y órgano Hammond.
- Geoff Dunn: batería.
- Howard Francis: órgano Hammond y piano.
- Paul Robinson: batería
- John Allair: órgano Hammond
- Richard Cousins: bajo
- Kevin Hayes: batería

## Posición en listas
| País           | Lista                    | Posición |
| -------------- | ------------------------ | -------- |
| Alemania       | Media Control Charts     | 47       |
| Australia      | ARIA Albums Chart        | 4        |
| Estados Unidos | Billboard 200            | 29       |
| Noruega        | Norwegian Albums Chart   | 2        |
| Nueva Zelanda  | New Zealand Music Charts | 3        |
| Países Bajos   | Mega Albums Top 100      | 21       |
| Reino Unido    | UK Albums Chart          | 4        |
| Suecia         | Swedish Albums Chart     | 9        |

| Sencillo | País           | Lista                  | Posición |
| -------- | -------------- | ---------------------- | -------- |
| «Gloria» | Estados Unidos | Mainstream Rock Tracks | 36       |
| «Gloria» | Reino Unido    | UK Singles Chart       | 31       |

## Certificaciones
| Fecha              | País        | Organismo certificador | Certificación | Ventas certificadas |
| ------------------ | ----------- | ---------------------- | ------------- | ------------------- |
| 1 de junio de 1993 | Reino Unido | BPI                    | Plata         | 60 000              |